# Pleslin-Trigavou
Pleslin-Trigavou [plelɛ̃ tʁigavu] est une commune française située dans le département des Côtes-d'Armor, en région Bretagne.

## Géographie
La commune de Pleslin-Trigavou est arrosée par le Frémur, Pleslin se trouvant rive droite (à l'Est) et Trigavou rive gauche (à l'Ouest). Elle se trouve à 13 km au sud de Dinard et à 10 km au nord de Dinan.
| Beaussais-sur-Mer | Tréméreuc        | Pleurtuit Ille-et-Vilaine Langrolay-sur-Rance |
| Languenan         | Pleslin-Trigavou | Plouër-sur-Rance                              |
|                   | Taden            |                                               |

### Cadre géologique

Carte géologique du Massif armoricain, avec au nord-est le batholite mancellien et ses nombreux plutons de granite cadomien (Trégor, Lanhélin, Louvigné, Vire, Avranches…). Ce batholite dessine une ellipse de 150 km (d'Alençon à la Rance) sur 90 km (de Vitré à Vire).

Pleslin est localisée dans la partie médiane du domaine nord armoricain, unité géologique du Massif armoricain qui est le résultat de trois chaînes de montagne successives. Le site géologique de Pleslin se situe plus précisément dans un bassin sédimentaire essentiellement briovérien limité au sud par un important massif granitique cadomien, le pluton de Lanhélin qui fait partie d'un ensemble plus vaste, le batholite mancellien,.
L'histoire géologique de la région est marquée par le cycle cadomien (entre 750 et 540 Ma) qui se traduit par la surrection de la chaîne cadomienne qui devait culminer à environ 4 000 m. À la fin du Précambrien supérieur, les sédiments briovériens environnants sont fortement déformés, plissés et métamorphisés par l'orogenèse cadomienne, formant essentiellement des schistes et des gneiss. Les massifs granitiques du Mancellien scellent la fin de la déformation ductile de l'orogenèse cadomienne.

Dans le domaine continental, l'épaississement consécutif à l'orogenèse cadomienne, provoque le métamorphisme des sédiments, formant une bande de « schistes et gneiss de Langrolay » (Pleslin étant situé au nord-est de cette bande), et la fusion crustale à l'origine de la mise en place des dômes anatectiques (migmatites de Guingamp et Saint-Malo, développées aux dépens des sédiments briovériens) qui est datée entre 560 et 540 Ma.
Les micaschistes et paragneiss à grain fin, en bancs décimétriques et finement foliés, affleurent dans le territoire de Pleslin mais sont bien visibles dans la grève des Morlets de Langrolay. Ces formations, masquées par les heads périglaciaires, s'observent dans la partie Nord de la grève. Recoupées par des filons de granite, elles sont déformées par des plis droits ou légèrement déversés vers le Sud, d'orientation axiale N. 60.

### Hydrographie
Pour un article plus général, voir Réseau hydrographique des Côtes-d'Armor.
La commune est située dans le bassin Loire-Bretagne. Elle est drainée par le Frémur et le ruisseau du Pont ravier,,.
Le Frémur, d'une longueur de 21 km, prend sa source dans la commune de Corseul et se jette  dans le golfe de Saint-Malo en limite de Lancieux et de Saint-Briac-sur-Mer.  Les caractéristiques hydrologiques du Frémur [de Lancieux] sont données par la station hydrologique située sur la commune. Le débit moyen mensuel est de 0,23 m3/s. Le débit moyen journalier maximum est de 6,27 m3/s, atteint lors de la crue du 28 décembre 1999. Le débit instantané maximal est quant à lui de 10,8 m3/s, atteint le 25 mai 2010.

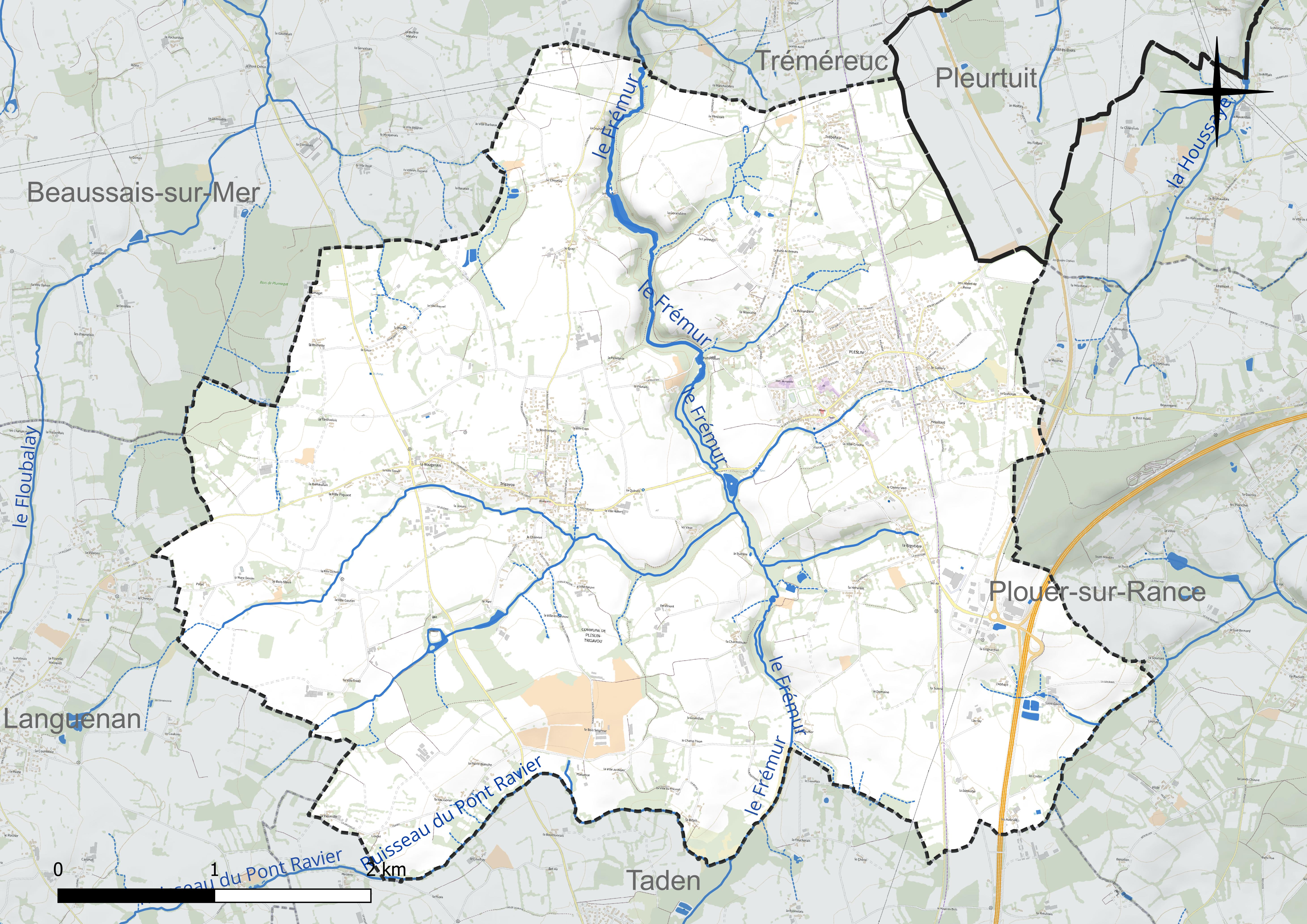
Réseau hydrographique de Pleslin-Trigavou.

### Climat
Pour des articles plus généraux, voir Climat de la Bretagne et Climat des Côtes-d'Armor.
En 2010, le climat de la commune est de type climat océanique franc, selon une étude du Centre national de la recherche scientifique s'appuyant sur une série de données couvrant la période 1971-2000. En 2020, Météo-France publie une typologie des climats de la France métropolitaine dans laquelle la commune est exposée à un climat océanique et est dans la région climatique Bretagne orientale et méridionale, Pays nantais, Vendée, caractérisée par une faible pluviométrie en été et une bonne insolation. Parallèlement l'observatoire de l'environnement en Bretagne publie en 2020 un zonage climatique de la région Bretagne, s'appuyant sur des données de Météo-France de 2009. La commune est, selon ce zonage, dans la zone « Intérieur », exposée à un climat médian, à dominante océanique.  
Pour la période 1971-2000, la température annuelle moyenne est de 11,3 °C, avec  une amplitude thermique annuelle de 11,8 °C. Le cumul annuel moyen de précipitations est de 749 mm, avec 11,9 jours de précipitations en janvier et 6,9 jours en juillet. Pour la période 1991-2020, la température moyenne annuelle observée sur la station météorologique la plus proche, située sur la commune de Pleurtuit à 5 km à vol d'oiseau, est de 11,9 °C et le cumul annuel moyen de précipitations est de 752,0 mm,. Pour l'avenir, les paramètres climatiques de la commune estimés pour 2050 selon différents scénarios d'émission de gaz à effet de serre sont consultables sur un site dédié publié par Météo-France en novembre 2022.

## Urbanisme

### Typologie
Au 1er janvier 2024, Pleslin-Trigavou est catégorisée bourg rural, selon la nouvelle grille communale de densité à 7 niveaux définie par l'Insee en 2022.
Elle appartient à l'unité urbaine de Dinard, une agglomération inter-départementale dont elle est une commune de la banlieue,. Par ailleurs la commune fait partie de l'aire d'attraction de Pleslin-Trigavou, dont elle est la commune-centre,. Cette aire, qui regroupe 2 communes, est catégorisée dans les aires de moins de 50 000 habitants,.

### Occupation des sols
L'occupation des sols de la commune, telle qu'elle ressort de la base de données européenne d’occupation biophysique des sols Corine Land Cover (CLC), est marquée par l'importance des territoires agricoles (79,6 % en 2018), en diminution par rapport à 1990 (82 %). La répartition détaillée en 2018 est la suivante : 
terres arables (49 %), zones agricoles hétérogènes (18,2 %), prairies (12,5 %), forêts (9,9 %), zones urbanisées (9,3 %), espaces verts artificialisés, non agricoles (1,1 %). L'évolution de l’occupation des sols de la commune et de ses infrastructures peut être observée sur les différentes représentations cartographiques du territoire : la carte de Cassini (XVIIIe siècle), la carte d'état-major (1820-1866) et les cartes ou photos aériennes de l'IGN pour la période actuelle (1950 à aujourd'hui).

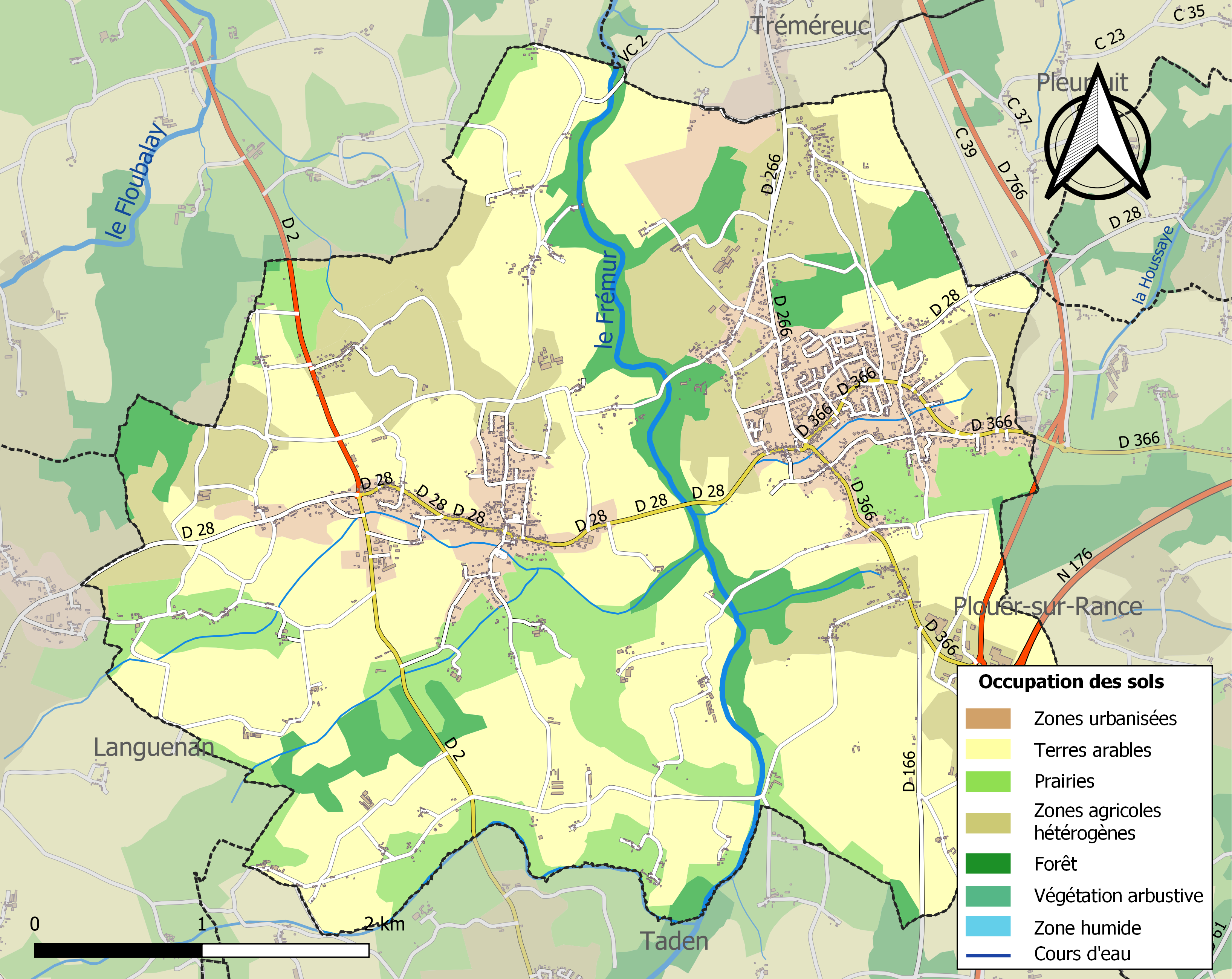
Carte des infrastructures et de l'occupation des sols de la commune en 2018 (CLC).

## Toponymie
Pour Pleslin, on rencontre les appellations suivantes : Ecclesia de Plelin vers 1330, Pleli, Pleyli, Ployli en 1330, Plelin en 1405 et en 1780, Plelen en 1407, Pleslin au XVe siècle.
- Pleslin est issu du breton ploe « paroisse » et de saint Lin (variante probable de saint Léon ou de saint Helen)[30].

Pour Trigavou, on rencontre les appellations suivantes : Ecclesia Beatae Brigiddae de Tregavou au milieu du XIIe siècle, Tregavou en 1156, 1181 et vers 1330, Tregavo en 1405, Trigavou au XVe siècle.
- Trigavou procède du breton trev « village » et semble-t-il du saint gallois Caffo (patron de la paroisse de Llangaffo) ou de saint Gouesnou (évêque du Léon)[30].

## Histoire

### LeXXesiècle

#### Les guerres duXXesiècle
Le monument aux morts porte les noms des 98 soldats morts pour la Patrie :
- 73 sont morts durant la Première Guerre mondiale.
- 21 sont morts durant la Seconde Guerre mondiale.
- 4 sont morts durant la Guerre d'Algérie.

#### Période contemporaine
Pleslin-Trigavou est née de l'association, en 1973, des communes de Pleslin et de Trigavou.

### LeXXIesiècle
Le 17 novembre 2018 un avion de tourisme Socata, qui avait décollé de Laval (Mayenne), s'écrase sur le territoire de la commune. Les deux occupants de l'avion, deux Lavallois, meurent dans l'accident.

## Politique et administration

### Liste des maires

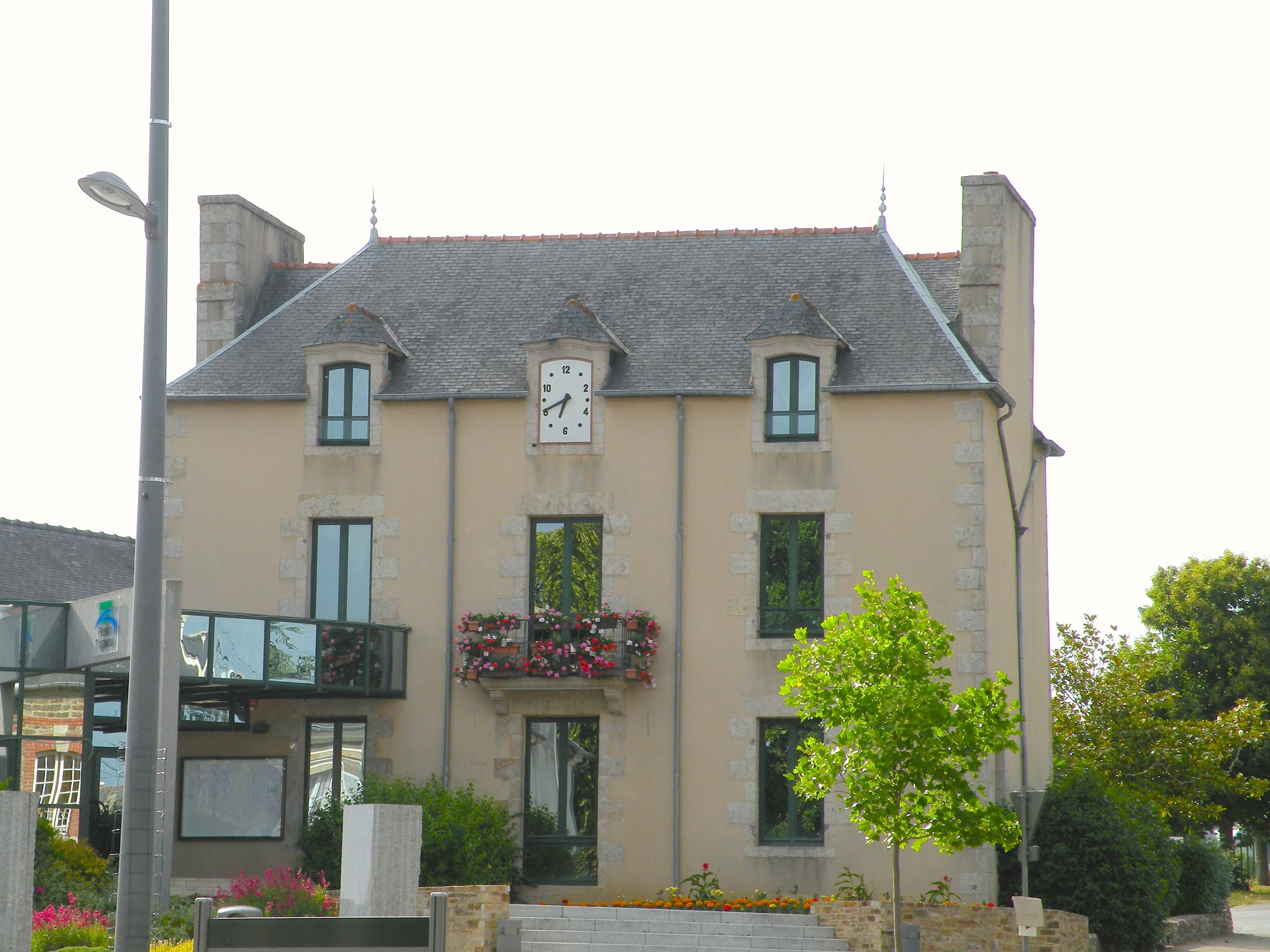
Mairie de Pleslin-Trigavou.

| Période      | Période      | Identité          | Étiquette | Qualité |
| ------------ | ------------ | ----------------- | --------- | --- |
| février 1973 | mars 1977    | Jean Ohier        |           | Artisan retraité |
| mars 1977    | juillet 1997 | Charles Josselin  | PS        | Économiste Secrétaire d'État, ministre délégué Député européen (1979 → 1981) Député des Côtes-du-Nord Conseiller régional de Bretagne (1974 → 1985) Conseiller général de Ploubalay (1973 → 2015) Président du conseil général (1976 → 1997) Président de la CC Rance - Frémur (1995 → 1997) Démissionnaire suite à sa nomination au gouvernement |
| juillet 1997 | 23 mai 2020  | Jean-Paul Leroy   | PS        | Retraité de l'enseignement Président de la CC Rance - Frémur (1997 → 2001) |
| 23 mai 2020  | En cours     | Thierry Orveillon | DVG       | Ancien directeur général du Crédit maritime 4e vice-président de Dinan Agglomération (2020 → ) Conseiller départemental (2021 → ) |

## Démographie
L'évolution du nombre d'habitants est connue à travers les recensements de la population effectués dans la commune depuis 1793. Pour les communes de moins de 10 000 habitants, une enquête de recensement portant sur toute la population est réalisée tous les cinq ans, les populations de référence des années intermédiaires étant quant à elles estimées par interpolation ou extrapolation. Pour la commune, le premier recensement exhaustif entrant dans le cadre du nouveau dispositif a été réalisé en 2006.

En 2022, la commune comptait 4 043 habitants, en évolution de +13 % par rapport à 2016 (Côtes-d'Armor : +1,78 %, France hors Mayotte : +2,11 %).
| 1793  | 1800  | 1806  | 1821  | 1831  | 1836  | 1841  | 1846  | 1851  |
| ----- | ----- | ----- | ----- | ----- | ----- | ----- | ----- | ----- |
| 1 110 | 1 116 | 1 215 | 1 279 | 1 315 | 1 320 | 1 391 | 1 500 | 1 521 |

| 1856  | 1861  | 1866  | 1872  | 1876  | 1881  | 1886  | 1891  | 1896  |
| ----- | ----- | ----- | ----- | ----- | ----- | ----- | ----- | ----- |
| 1 467 | 1 427 | 1 450 | 1 451 | 1 564 | 1 504 | 1 459 | 1 464 | 1 437 |

| 1901  | 1906  | 1911  | 1921  | 1926  | 1931  | 1936  | 1946  | 1954  |
| ----- | ----- | ----- | ----- | ----- | ----- | ----- | ----- | ----- |
| 1 506 | 1 617 | 1 507 | 1 320 | 1 299 | 1 303 | 1 222 | 1 210 | 1 173 |

| 1962  | 1968  | 1975  | 1982  | 1990  | 1999  | 2006  | 2011  | 2016  |
| ----- | ----- | ----- | ----- | ----- | ----- | ----- | ----- | ----- |
| 1 204 | 1 235 | 2 267 | 2 565 | 2 830 | 2 951 | 3 373 | 3 402 | 3 578 |

| 2021  | 2022  | - | - | - | - | - | - | - |
| ----- | ----- | - | - | - | - | - | - | - |
| 3 955 | 4 043 | - | - | - | - | - | - | - |

## Lieux et monuments
- La métairie de la Mennais, possédé par son grand-père, anobli en 1788, a inspiré son pseudonyme à Félicité Robert de Lamennais[37] ;
- L'église Sainte-Brigide de Trigavou, des XIVe, XVIIe et XIXe siècles. Voir aussi : Fonts baptismaux de Trigavou.
- L'église Saint-Pierre de Pleslin, du XIXe siècle.
- L'alignement de menhirs (dit « Champ des Roches » ou « Cimetière des Druides »), constitué de blocs de quartz, classé en 1889 au titre des monuments historiques[38] ;
- l'arboretum du jardin botanique éclaté du Pays de Dinan dans le même espace naturel que l'alignement de menhirs ; il rassemble plus de 60 espèces et variétés de Chênes provenant du monde entier[39] ;
- Le château du Bois de la Motte, inscrit en 1951 au titre des monuments historiques[40] ;
- Le château de la Motte-Olivet, propriété des Breil de Pontbriand puis des Poulpiquet du Halgouët ;
- la vallée du Frémur traversant la commune du nord au sud ; plusieurs circuits de randonnée y ont été tracés[41].

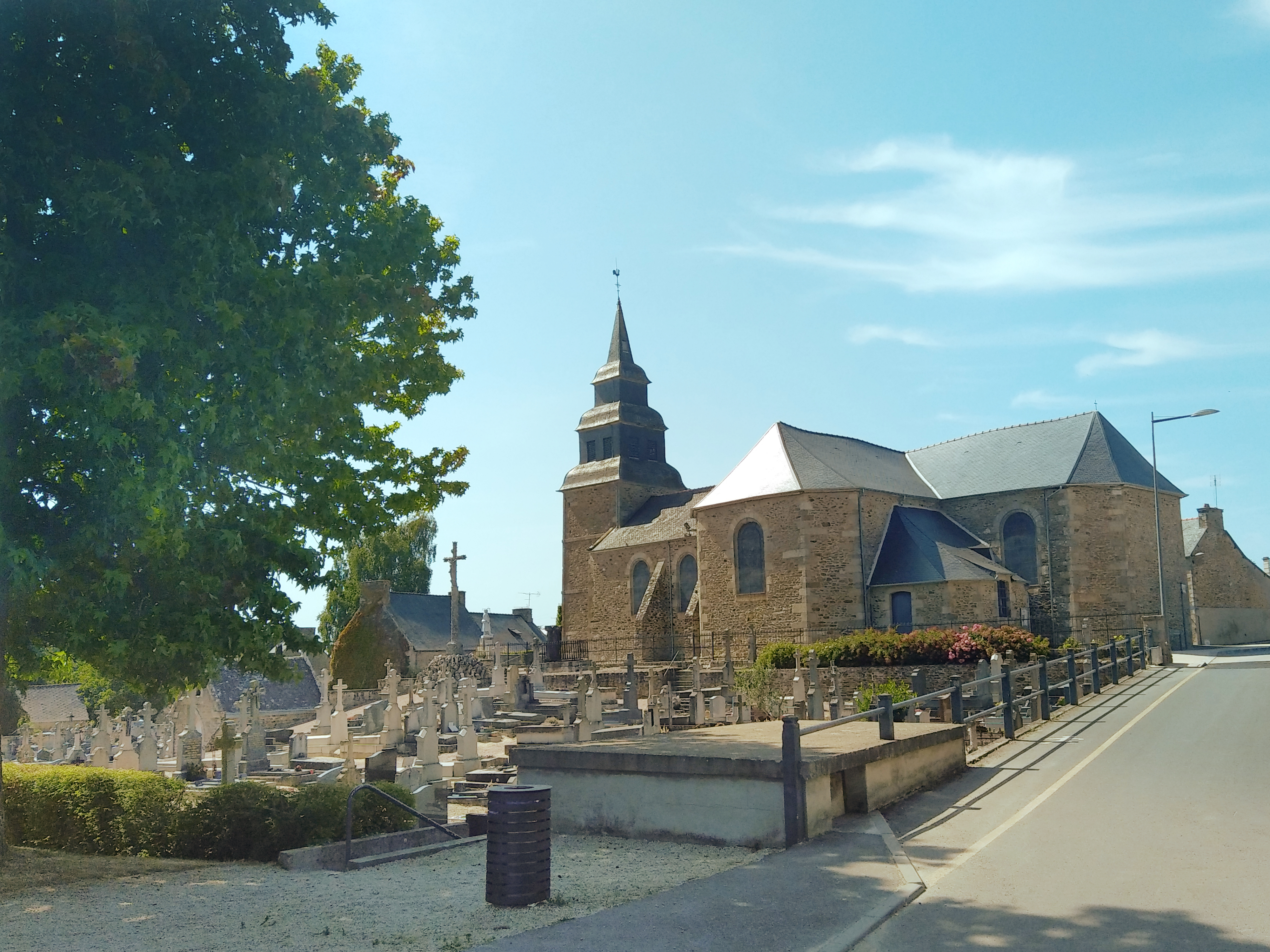
L'église Saint-Pierre de Pleslin.
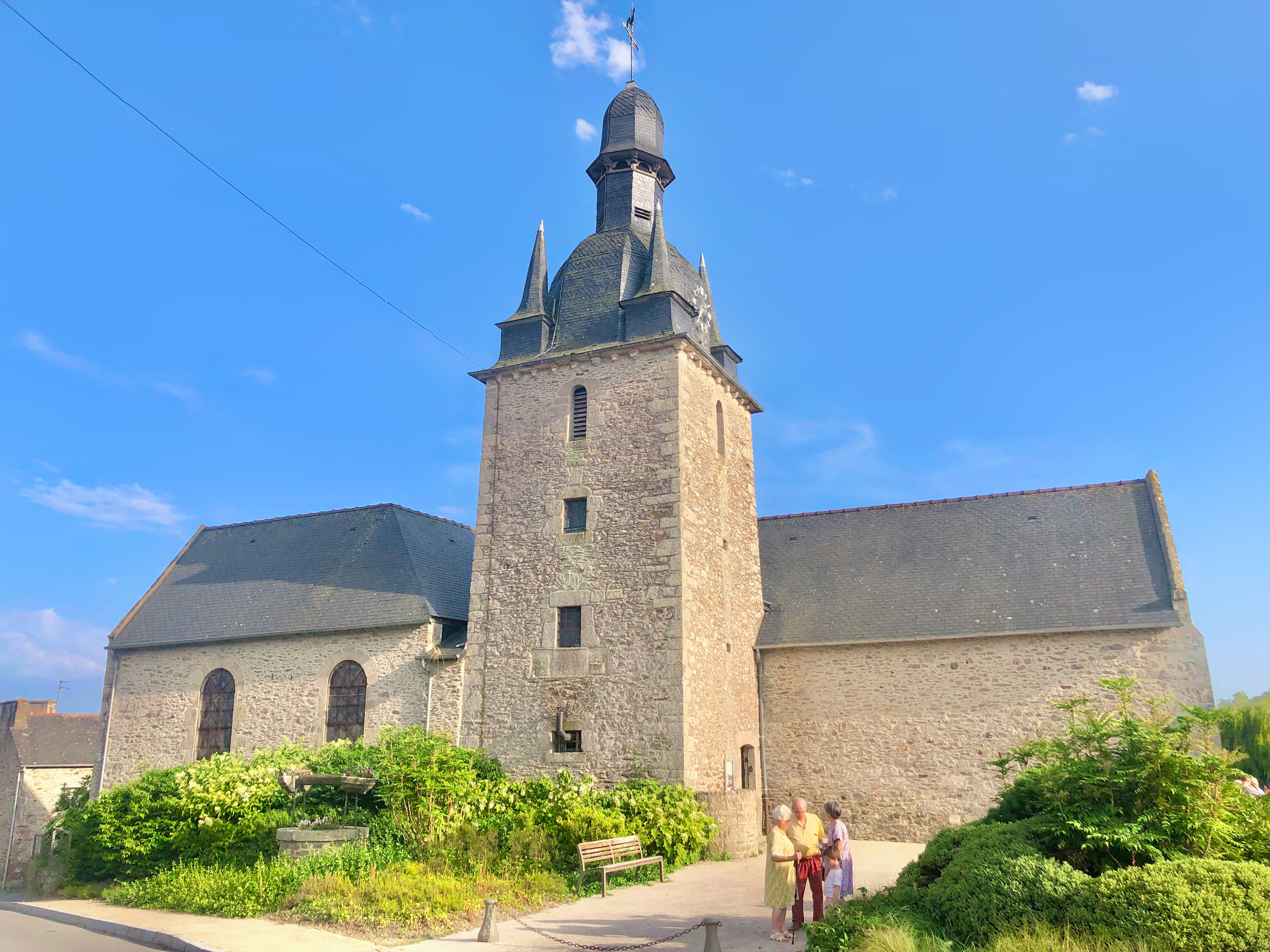
L'église Sainte-Brigide de Trigavou.
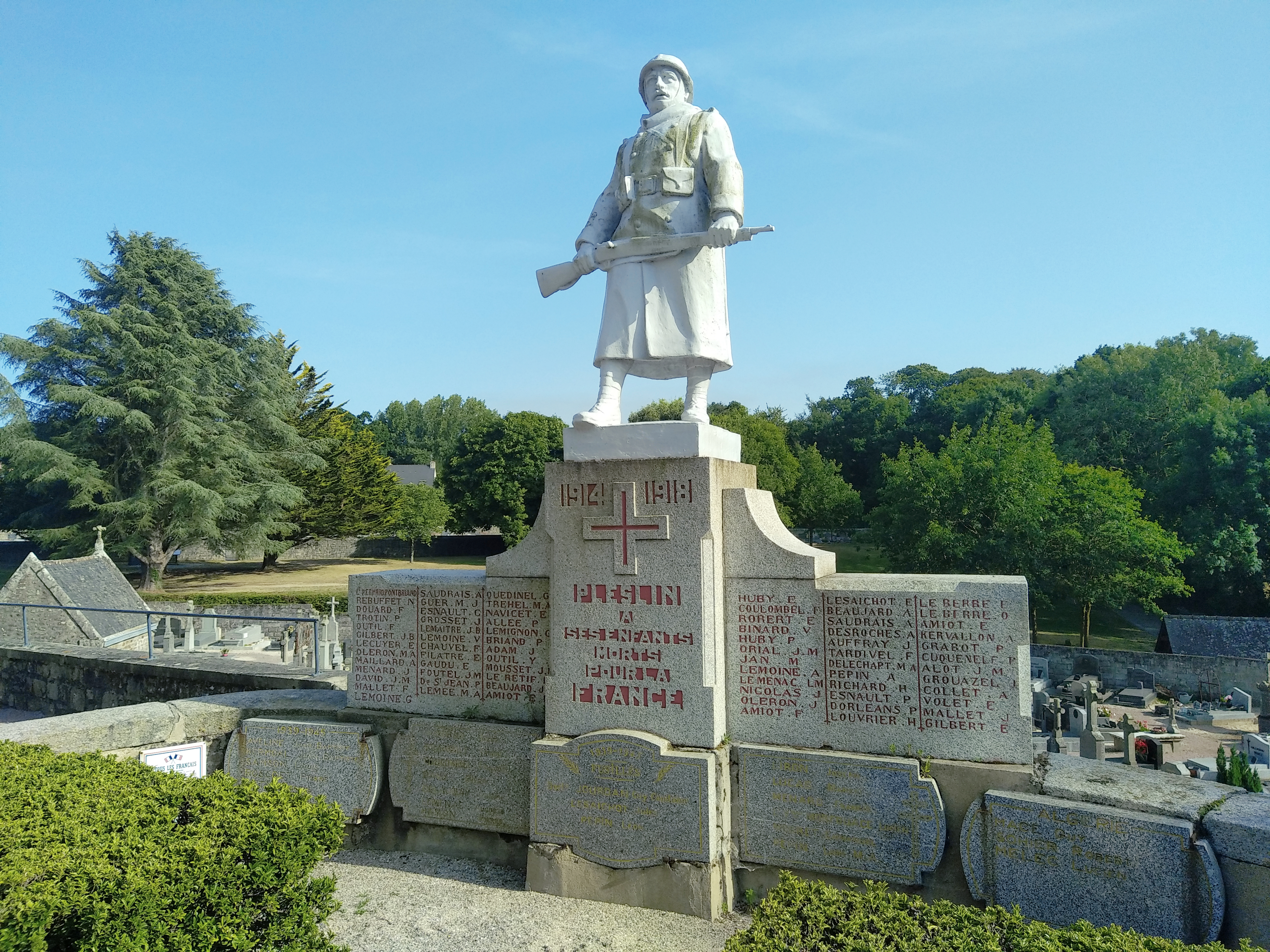
Le monument aux morts de Pleslin-Trigavou.
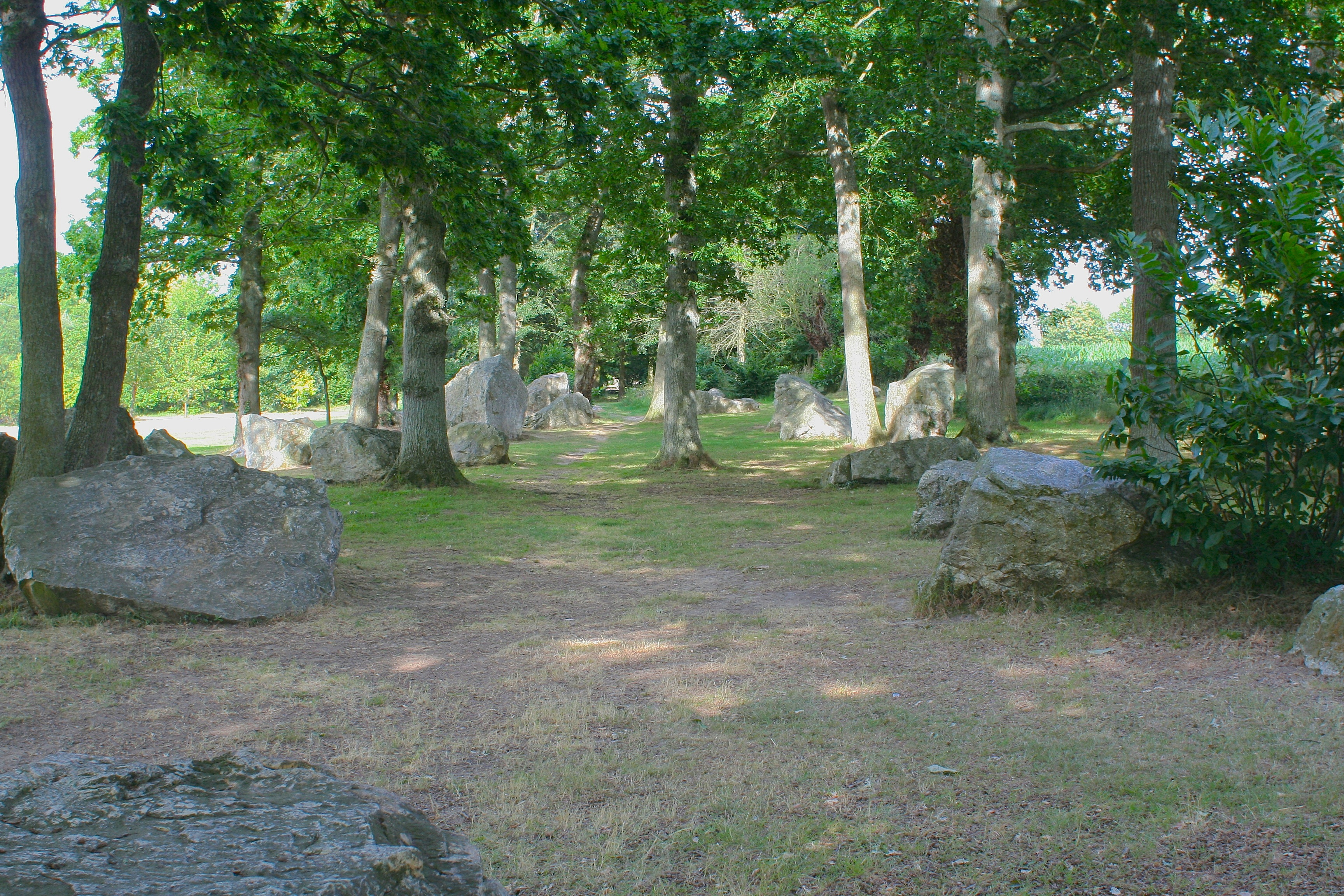
L'alignement de menhirs du Champ des Roches.
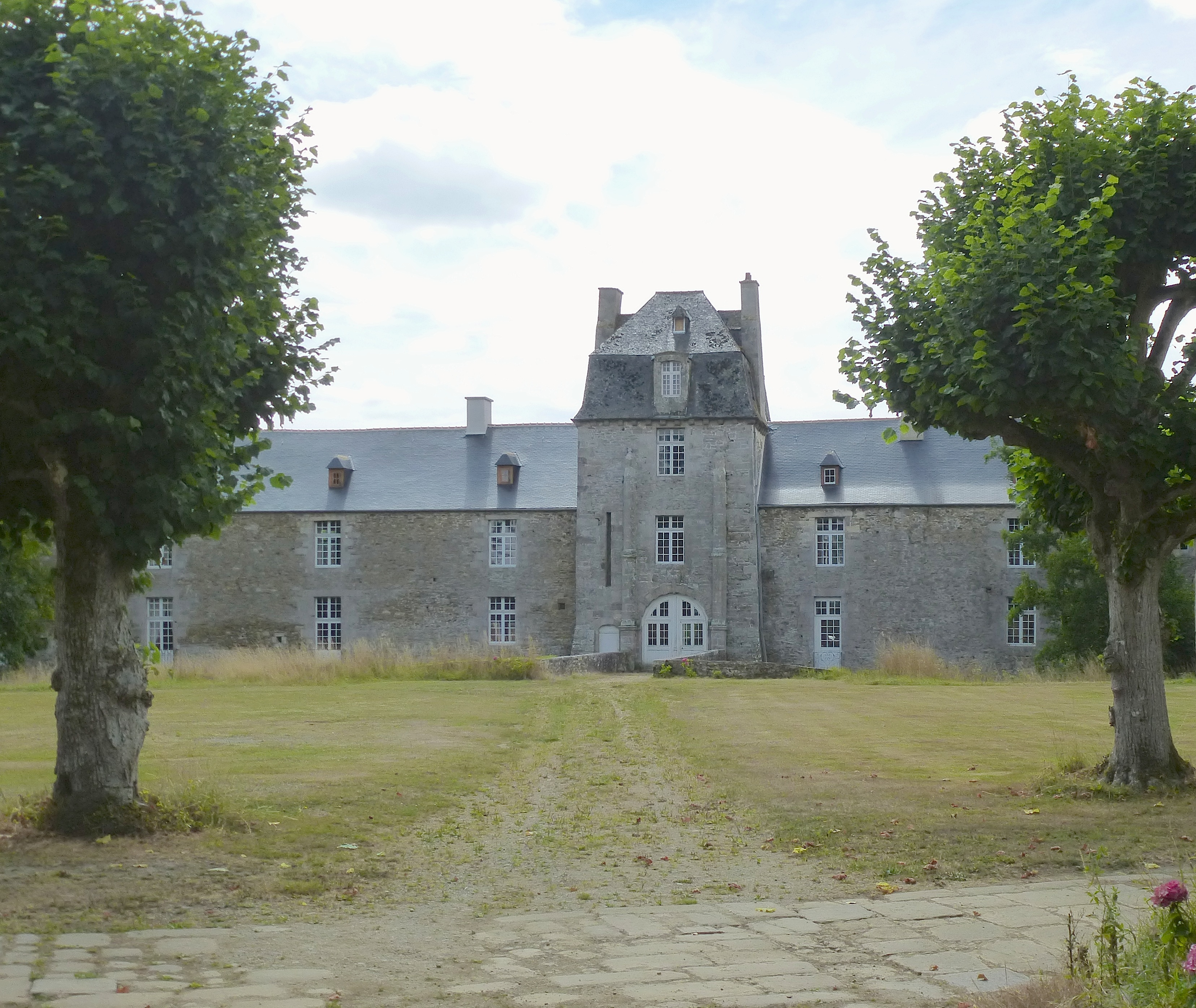
Le château du Bois de la Motte.

L'ancienne gare de Pleslin-Trivagou a été transformée en gîte d'étape.

## Personnalités liées à la commune
- Famille Robert de la Mennais, propriétaire de la métairie de la Mennais au XVIIIe siècle, située sur la commune[42].
- Jean Baptiste Le Roux de Coëtando, (1739-1817), comte de Coëtando, décédé à Trigavou.
- Francis Favereau, né à Pleslin en 1948, linguiste et écrivain de langue bretonne.